# Valentin Schiedermair

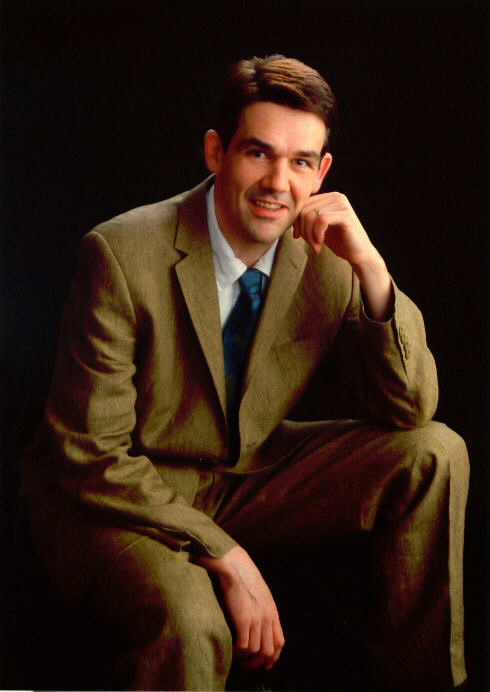
Valentin Schiedermair

Valentin Schiedermair (* 28. Oktober 1963 in Frankfurt am Main; † 11. Oktober 2022 in Chelmsford) war ein deutscher Pianist, der in London lebte.

## Ausbildung
Valentin Schiedermair wuchs in einer Familie mit einer starken Vorliebe für romantische Musik auf. Sein Vater war der Jura-Professor Hartmut Schiedermair, seine Mutter Inge Schiedermair.
Bereits im Alter von fünf Jahren nahm Valentin Schiedermair Klavierunterricht bei Elisabeth Bleile in Heidelberg. Mit 16 Jahren gewann er den 1. Preis beim Leimener Klavierwettbewerb und spielte erstmals vor öffentlichem Publikum und im Rundfunk. Seither hat er sich ein sehr großes Repertoire zugelegt und weltweit Konzerte gegeben.
Mit 17 Jahren nahm er ein Musikstudium bei Professor Paul Dan an der Musikhochschule Heidelberg-Mannheim auf und hatte Unterricht mit der Chopin-Preisträgerin Halina Czerny-Stefanska und ihrem Mann Ludwig Stefanski.
Mit 20 Jahren gewann er einen weiteren Preis in Barcelona und wurde mit einem Stipendium des Deutschen Akademischen Austauschdienstes (DAAD) und der Fulbright-Kommission in New York gewürdigt, wo ihn ein interessantes pianistisches Umfeld inspirierte. Schiedermair nahm Unterricht bei Gary Graffman, einem Vladimir-Horowitz-Schüler, mit dem er sich wichtige Teile des klassischen und romantischen Repertoires erarbeitete.
Schiedermair setzte sein Studium an der Hochschule in Wien bei Hans Kann fort und später bei Peter Wallfish am Royal College of Music in London. Meisterkurse bei den Virtuosen Shura Cherkassky, Bruno Leonardo Gelber, Mieczysław Horoszowski und vielen anderen vervollständigten seine Ausbildung. Seitdem war Schiedermair regelmäßig weltweit auf Konzertreisen und spielte Aufnahmen ein.

## Beruf
Seit den 1990er Jahren gehörte Schiedermair zu den international aktiven Pianisten. Er gab zahlreiche Meisterkurse in Europa und Asien. Sein Spektrum reichte vom Geheimnis der pianistischen Klangfarben, über das Rhythmusgefühl bis zu den vielfältigen Aspekten der musikalischen Tradition (Frédéric Chopin, Robert Schumann, Ludwig van Beethoven, Wolfgang Amadeus Mozart, Franz Liszt u. a.).
Schiedermair war häufig Gast bei internationalen Festivals und absolvierte Tourneen. Seine Konzertmitschnitte und Studioaufnahmen faszinierten durch Virtuosität und romantische Sinnlichkeit.
Mit seiner offenen Art beschäftigte sich Schiedermair intensiv mit dem historischen und biographischen Hintergrund der Partituren, die er interpretierte.
Er selbst drückte es auf folgende Weise aus: „Mein Traum ist es, das Erbe der großen Pianisten und Komponisten weiter zu tragen und dieses Erbe klanglich und interpretatorisch zu vertiefen. Mein Hauptziel ist, den Klavierabend als kulturelles Ereignis zu beleben. Zu viele Pianisten langweilen das Publikum heutzutage mit ihrer angeblich hervorragenden Technik, ohne einen selbstständigen interpretatorischen Ansatz zu finden. Als deutscher Pianist hat man die einmalige Gelegenheit, sich in die Gedankenwelt der deutschsprachigen Komponisten zu vertiefen. Insbesondere setze ich mich eingehend mit den kulturellen, historischen und literarischen Hintergründen der Partituren auseinander. Dies dem Publikum in kurzen Einführungen zu vermitteln, ist fester Bestandteil meiner Konzerte.“
Valentin Schiedermairs jüngste Asien-Tourneen führten ihn durch fünfzehn Städte in China, Taiwan und Singapur. Wie schon im Vorjahr endete das letzte Konzert in Taipei erst nach fünf Zugaben und die Universität Shenzhen verlieh ihm für seine Verdienste um den musikalischen Austausch zwischen Deutschland und China eine Gastprofessur. Im Jahr 2012 spielte er zum Nationalfeiertag am 3. Oktober im Plenarsaal des deutschen Bundestags in Bonn.

## Diskographie
Livemitschnitt Stadthalle Hockenheim Valentin Schiedermair 1995:
Nocturne Fis-Dur op.15 Nr.2  (Frèdèdric Chopin)
Sonate Nr.4 Fis-Dur op.30 (Alexander Skrjabin)
Nocturne Es-Dur op.9 Nr.2  (Frèdèdric Chopin)
Etude As-Dur  (Frèdèdric Chopin)
- VSR Records 2002

Chopin auf Mallorca. Valentin Schiedermair; Live-Aufnahme eines Konzerts in Exmouth, England vom 15. Oktober 2002:
Nocturnes op. 37 (Frédéric Chopin)
Polonaisen op. 41 (Frédéric Chopin)
Walzer & Mazurken (Frédéric Chopin)
Die 26 Préludes op. 28, 45 & op. post. (Frédéric Chopin)
- VSR Records 2004

Der Geist der Romantik. Valentin Schiedermair; Live-Aufnahme eines Konzertes in Taipeh, Taiwan vom 21. Dezember 2003:
Vier Sonaten (Domenico Scarlatti)
Sonate As-dur op. 26 (Ludwig van Beethoven)
Sonate Nr. 4 (Alexander Nikolajewitsch Skrjabin)
Nocturne As-dur op. 32 Nr. 2 (Frédéric Chopin)
Carnaval (Robert Schumann)
Nocturne Fis-dur op. 15 Nr. 2 (Frédéric Chopin)
Der Hummelflug (Nikolai Andrejewitsch Rimski-Korsakow)
- VSR Records 2009

Poetry & Passion Valentin Schiedermair; Live-Aufnahmen von Konzerten in Asien:
La plus que lente (Claude Debussy)
Sonate As-dur op. 110 (Ludwig van Beethoven)
Etudes d'execution transcendente Nr. 10 & 11 (Franz Liszt)
Symphonische Etüden op.13 (Robert Schumann)
Rainbow (Li Ching-Jan)
Danse (Claude Debussy)
Fantasiestück As-dur op. 111 Nr. 2 (Robert Schumann)
Prelude B-dur Op.23 Nr.2 (Sergei Wassiljewitsch Rachmaninow)